# Balthasar Niederkofler
Balthasar Niederkofler var en österrikisk längdåkare som tävlade under 1930-talet. Han deltog vid VM 1933 i Innsbruck där han var med i det österrikiska lag som tog brons i stafetten.